# Expasse
Dans son acception usuelle moderne l'expasse est un cas particulier de l'impasse où une possibilité de coupe permet de ne pas perdre de levée si la manœuvre réussit. Cette technique est utilisable dans tous les jeux de cartes à base de levées ayant un atout et en particulier au bridge.

## Exemple
| ♠ | A 6 5    |
| ♥ | 4 3 2    |
| ♦ | A D V 10 |
| ♣ | A R D    |

| ♠ | ………… |
| ♥ | ………… |
| ♦ | ………… |
| ♣ | ………… |

| ♠ | ………… |
| ♥ | ………… |
| ♦ | ………… |
| ♣ | ………… |

| ♠ | 4 3 2        |
| ♥ | A R D V 10 9 |
| ♦ | 2            |
| ♣ | 4 3 2        |

| ♠ | A 6 5    |
| ♥ | 4 3 2    |
| ♦ | A D V 10 |
| ♣ | A R D    |

| ♠ | ………… |
| ♥ | ………… |
| ♦ | ………… |
| ♣ | ………… |

| ♠ | ………… |
| ♥ | ………… |
| ♦ | ………… |
| ♣ | ………… |

| ♠ | 4 3 2        |
| ♥ | A R D V 10 9 |
| ♦ | 2            |
| ♣ | 4 3 2        |

| ♠ | A 6 5    |
| ♥ | 4 3 2    |
| ♦ | A D V 10 |
| ♣ | A R D    |

| ♠ | ………… |
| ♥ | ………… |
| ♦ | ………… |
| ♣ | ………… |

| ♠ | ………… |
| ♥ | ………… |
| ♦ | ………… |
| ♣ | ………… |

| ♠ | 4 3 2        |
| ♥ | A R D V 10 9 |
| ♦ | 2            |
| ♣ | 4 3 2        |

| ♠ | A 6 5    |
| ♥ | 4 3 2    |
| ♦ | A D V 10 |
| ♣ | A R D    |

| ♠ | ………… |
| ♥ | ………… |
| ♦ | ………… |
| ♣ | ………… |

| ♠ | ………… |
| ♥ | ………… |
| ♦ | ………… |
| ♣ | ………… |

| ♠ | 4 3 2        |
| ♥ | A R D V 10 9 |
| ♦ | 2            |
| ♣ | 4 3 2        |

Dans cet exemple, à l'atout cœur sur entame pique, Sud peut assurer 11 levées contre toute défense et toute distribution. Les techniques de jeu à utiliser dépendront du contrat joué, des éventuelles interventions adverses et du type de marque utilisé (MP ou IMP).
Au contrat de 5♥ en match par quatre :
Sud ne peut pas se permettre de faire d'impasse à ♦ sous peine de risquer de perdre deux plis à ♠ et un pli à ♦. Il peut comme toute manœuvre couper deux ♦ de sa main et espérer que le R♦ soit sec ou second ou troisième. Les chances de faire plus de 11 levées sont ici très limitées mais le contrat est assuré.
Au contrat de 6♥ en match par quatre :
Sud peut faire une impasse classique contre le R♦ pour un taux de réussite de 50 %. 
Sud peut cependant faire légèrement mieux ici grâce à une expasse : après avoir purgé les atouts adverses, sud tire l'A♦, coupe la D♦ (coup de sonde) remonte au mort à ♣ et présente le V♦ qu'il coupe si Est présente le R♦. Dans le cas contraire, Sud défausse un petit ♠ et prie qu'Ouest n'ait pas le R♦. Avec cette expasse précédée ici de deux tours préliminaires, Sud réussit son contrat si le R♦ est en Est (50 %) ou s'il est sec ou second en Ouest. Le taux de réussite à priori monte à 52,32 %.  
En pratique, la différence entre les deux taux théoriques de réussite (taux à priori) est suffisamment faible ici pour que des informations annexes (comme la présence de 3 cartes à ♥ en Est pour 1 seule en Ouest) puissent facilement faire pencher la balance en faveur de l'impasse classique.  
Au contrat de 7♥ en match par quatre :
Ici, sud n'a plus vraiment le choix; l'impasse ne lui apportera les deux levées nécessaire que si le R♦ tombe rapidement. En d'autres termes, à moins d'une grossière erreur de Ouest, il faut le R♦ au plus troisième en Ouest (Sud s'étant préservé une possibilité de coupe). Soit à priori 11,16 % de chances de réussite.
En faisant l'expasse par contre, le taux de réussite avoisine les 50 % : après avoir purgé les atouts adverses, Sud tire l'A♦ et présente ensuite la D♦. Si Est couvre du R♦, Sud coupe et remonte au mort à ♣ pour tirer les deux ♦ devenus maitres sur lesquels il défaussera ses 2♠ perdants. Si Est ne met pas son Roi, Sud défausse un petit ♠ et réitère la manœuvre avec le V♦.